# Pontedo
Pontedo es una localidad española perteneciente al municipio de Cármenes, en la provincia de León, comunidad autónoma de Castilla y León.

## Geografía

### Ubicación
| Noroeste: Villanueva de Pontedo | Norte: Villanueva de Pontedo | Noreste: Canseco   |
| Oeste: Millaró de la Tercia     |                              | Este: Redilluera   |
| Suroeste Cármenes               | Sur: Almuzara                | Sureste: Valverdín |

## Demografía
Evolución de la población
| Gráfica de evolución demográfica de Pontedo entre 2000 y 2024      |
|                                                                    |
| Población de derecho (2000-2023) según el padrón municipal del INE |